# Timo Ottevanger
Timo Ottevanger (1988, Rotterdam) is een Nederlands acteur en film- en televisieregisseur. Hij is als regisseur onder andere bekend van Bad Influencer, Oorlog-stories en De Sterfshow.

## Levensloop
Ottevanger maakte op elfjarige leeftijd zijn acteerdebuut in de musical Oliver! van Joop van den Ende. In september 2009 maakte Ottevanger zijn debuut als filmacteur op het grote scherm, hij vertolkte de rol van Manuel in de bioscoopfilm Carmen van het Noorden. Hierna speelde Ottevanger mee in verschillende films, waaronder Verloren jaren en Amphibious 3D.
In februari 2010 maakte Ottevanger zijn debuut als televisieacteur in de VPRO-serie Toren C. Hierna volgde rollen in series zoals Van God Los en Hunter Street.
Naast acteren is Ottevanger ook werkzaam als regisseur, hij maakte in juni 2013 zijn regisseursdebuut met de korte film Fictie. Hierna volgde de korte films Mi Lobi en Run Baby Run voordat Ottevanger in 2019 als regisseur afstudeerde aan de Nederlandse Filmacademie. Sindsdien regisseerde hij diverse projecten, waaronder de Videoland-film De Sterfshow en de online jeugdseries Oorlog-stories en Broodje aap.

## Filmografie

### Als acteur

#### Film
- 2009: Carmen van het Noorden, als Manuel
- 2010: Verloren jaren, als Sander
- 2010: Amphibious 3D, als Logan
- 2012: Nick
- 2014: Triggers, als Matt
- 2014: The Imaginarium, als Max
- 2014: Psychose!, als Justin
- 2017: Cible, als eetkamergast

#### Televisie
- 2010: Toren C, als bezoeker
- 2011: Take 10, als Jules Carillo
- 2011: Saligia-7, als Jules Carillo
- 2012: Van God Los, als vuurwerkverkoper Bas
- 2017-2018: Hunter Street, als koerier

### Als regisseur

#### Film
- 2013: Fictie
- 2014: Mi Lobi
- 2018: Run Baby Run
- 2019: Safe Haven
- 2019: Ningyo
- 2020: Stuckwitu
- 2021: De Sterfshow

#### Televisie
- 2019: Vermist!
- 2019: Bad Influencer
- 2022: Oorlog-stories
- 2022: WTF!?
- 2022: Broodje aap